# Ariel Salinas (músico)
Ariel David Salinas (Berazategui, 6 de junio de 1975), más conocido por su nombre artístico Ariel El Traidor o simplemente El Traidor, es un cantante y músico argentino de cumbia villera. Es conocido por haber sido el vocalista de Pibes Chorros entre 2000 y 2005. Tras abandonar la banda, formó El Traidor y Los Pibes, la cual inició en 2006 y sigue vigente en la actualidad.

## Trayectoria
Se inició en la música en 1998 con su primer grupo, llamado Expresso, que luego cambió al nombre Los Chudas con varios de los integrantes de lo que luego serían los Pibes Chorros. El grupo no resaltó tanto y se desintegró en 2001.

### Pibes Chorros
A fines del 2000 la discográfica argentina Magenta Discos, que venía de un gran éxito comercial por las ganancias obtenidas con la obra del recientemente fallecido Rodrigo, se interesó en la cumbia villera en auge en ese entonces por las bandas del momento, entre ellas: Damas Gratis, Yerba Brava y Mala Fama. Así decidió financiar un proyecto, y los elegidos fueron un joven grupo talentoso de Berazategui liderado por Ariel Salinas y llamado los Pibes Chorros. La discográfica y el grupo, con "El traidor" como líder, compositor, vocalista y teclista, empezaron entonces a darle forma al proyecto. 
En 2001 se lanzó el disco debut del grupo, titulado Arriba las manos, que, con canciones como «Andrea», «Sentimiento villero» y «Los pibes chorros», los llevó a la fama en todo el país, logrando vender 40.000 copias, siendo Disco de Oro en tres semanas y colocándose como número uno de la movida tropical. Los medios estimaban que por cada CD original existían seis copias ilegales.
En 2002 salió a la venta su segundo disco, Solo le pido a Dios, con canciones como «La Lechera», «Mabel», «Llegamos los pibes chorros» y su cover de «Solo le pido a Dios».
En 2002 salió también un disco en vivo, llamado "En Vivo... Hasta La Muerte", que incluye cuatro temas inéditos: «María Esther», «La danza chorra», «El pibe tripa» y «Juan Pérez». El resto eran temas grabados en vivo.
Finalmente en 2003 publicaron su álbum Criando Cuervos, con buena recepción entre los críticos y sus seguidores. Canciones como «La colorada» y «Qué calor» se convierten en temas icónicos de la cumbia villera.
En 2004 se lanzó el álbum El poder de la guadaña, quinto y último del grupo con Ariel Salinas, que abandonó la banda en 2005.

### El Traidor y Los Pibes
Ariel Salinas decidió entonces emprender una carrera solista. Los motivos que produjeron su salida de Pibes Chorros fueron los repetidos conflictos del músico con la discográfica, relacionados con la repartición de las ganancias económicas de los discos y diferencias musicales con sus compañeros.
Reunió un grupo de músicos y formó su proyecto solista: El Traidor y Los Pibes, que alcanzó éxito recién en 2011 con la canción «Yo no te busqué», de su segundo disco. Continúa con este grupo desde entonces.

## Discografía

### Con Los Chudas
- 1999 - Bailen los Chudas

### Con Pibes Chorros
- 2001 - Arriba las manos
- 2002 - Solo le pido a Dios
- 2002 - En Vivo...Hasta la Muerte
- 2003 - Criando Cuervos
- 2004 - El poder de la guadaña

### Con El Traidor y Los Pibes
- 2007 - Preso inocente
- 2011 - Cumbia y marihuana
- 2015 - El día de mi libertad
- 2017 - Quiero que levanten bien las manos
- 2017 - Condenado a morir